# José Mena
José Antonio Mena Alfaro (San José, 2 febbraio 1989) è un calciatore costaricano, difensore del CSD Municipal.

## Carriera

### Club
Ha giocato nella massima serie dei campionati costaricano, thailandese e guatemalteco.

### Nazionale
Ha preso parte al campionato nordamericano e al Mondiale di categoria nel 2009 con la nazionale costaricana Under-20; nel 2010 ha esordito in nazionale maggiore.

## Palmarès

### Club

#### Competizioni nazionali
- Campionato costaricano: 1

Saprissa: Verano 2010

### Nazionale
- Campionato nordamericano di calcio Under-20: 1

2009